# Anchiphiloscia bispinosa
Anchiphiloscia bispinosa là một loài chân đều trong họ Philosciidae. Loài này được Ferrara & Taiti miêu tả khoa học năm 1984.